# Leah Manning
Elizabeth Leah Manning, nata Perrett (Droitwich Spa, 14 aprile 1886 – Elstree, 15 settembre 1977), è stata un'educatrice e politica britannica, nota per le sue attività filantropiche durante la guerra civile spagnola in favore dei bambini di nazionalità basca.

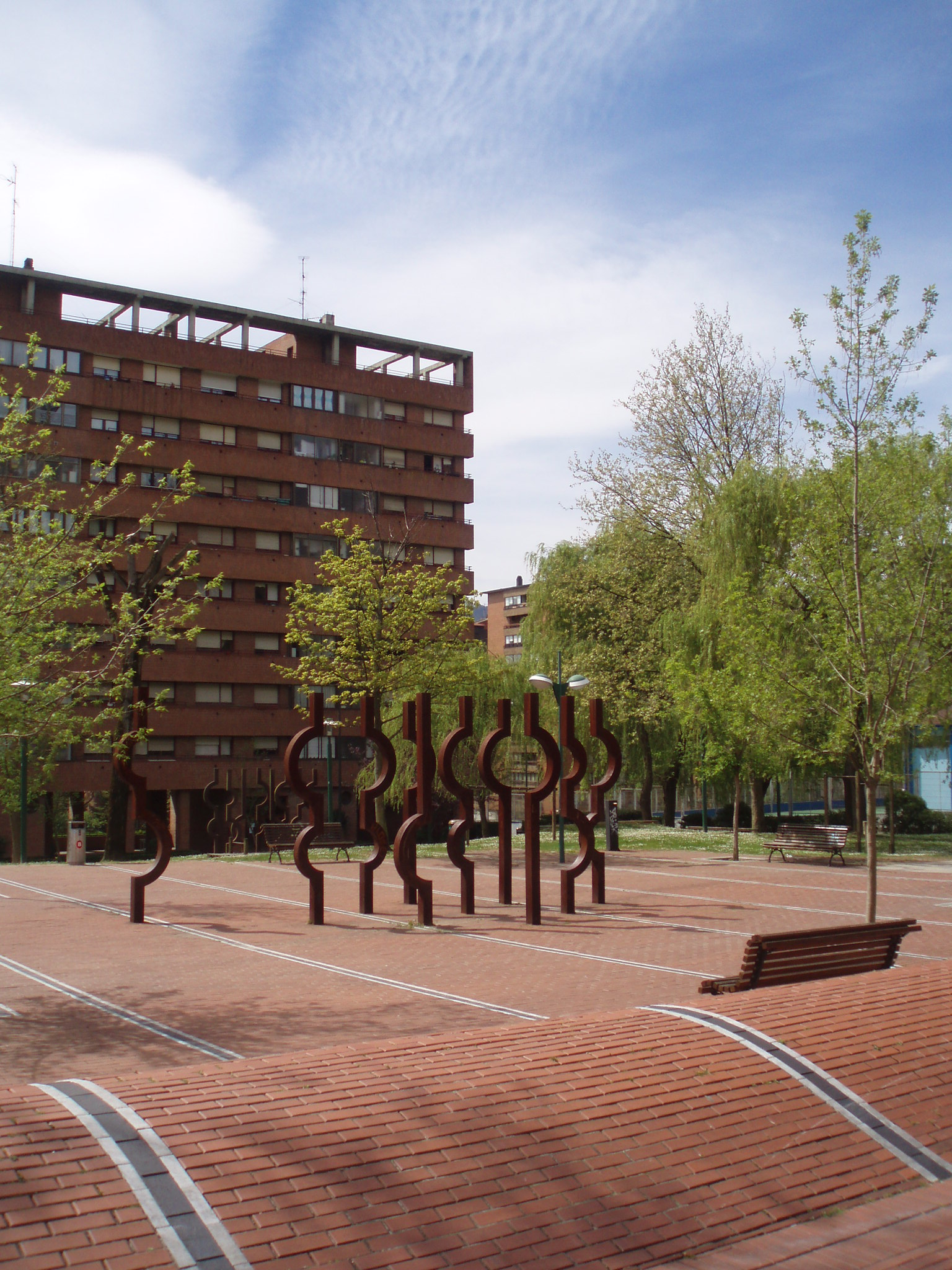
I giardini dedicati alla Manning presso Bilbao.

Nata in una piccola parrocchia del Worcestershire, suo padre apparteneva all'esercito della salvezza. Quando la sua famiglia decise di emigrare in Canada, a soli quattordici anni decise di rimanere in patria accudita ed educata dai nonni materni, che la educarono secondo i principi del metodismo. Compì i suoi studi prima alla St John's School di Bridgewater e successivamente all'Homerton College di Cambridge, dove successivamente divenne essa stessa insegnante. Sempre a Cambridge conobbe Hugh Dalton il quale la introdusse alla Fabian Society e nell'Independent Labour Party. Già in questi anni la Manning si adoperò per fare pressione sulle autorità municipali affinché distribuisse gratuitamente latte alle famiglie più povere.
Nel 1913 sposò lo scienziato William Manning, ricercatore presso il Solar Physics Laboratory di Cambridge e anch'egli dedito alla politica tra le file del partito liberale nonché fervente pacifista.
Allo scoppio della rivoluzione d'ottobre fu una accesa sostenitrice della causa bolscevica e dopo la fine della prima guerra mondiale divenne oratrice nei comizi per le candidature laburiste e percorrendo in lungo e in largo l'intera Gran Bretagna.
È Dama di Commenda dell'Ordine dell'Impero Britannico.